# Gaustritz
Gaustritz ist ein Ortsteil der sächsischen Gemeinde Bannewitz im Landkreis Sächsische Schweiz-Osterzgebirge.

## Geografie
Der Ort liegt östlich des Hauptortes. Im Osten verläuft die Bundesautobahn 17.

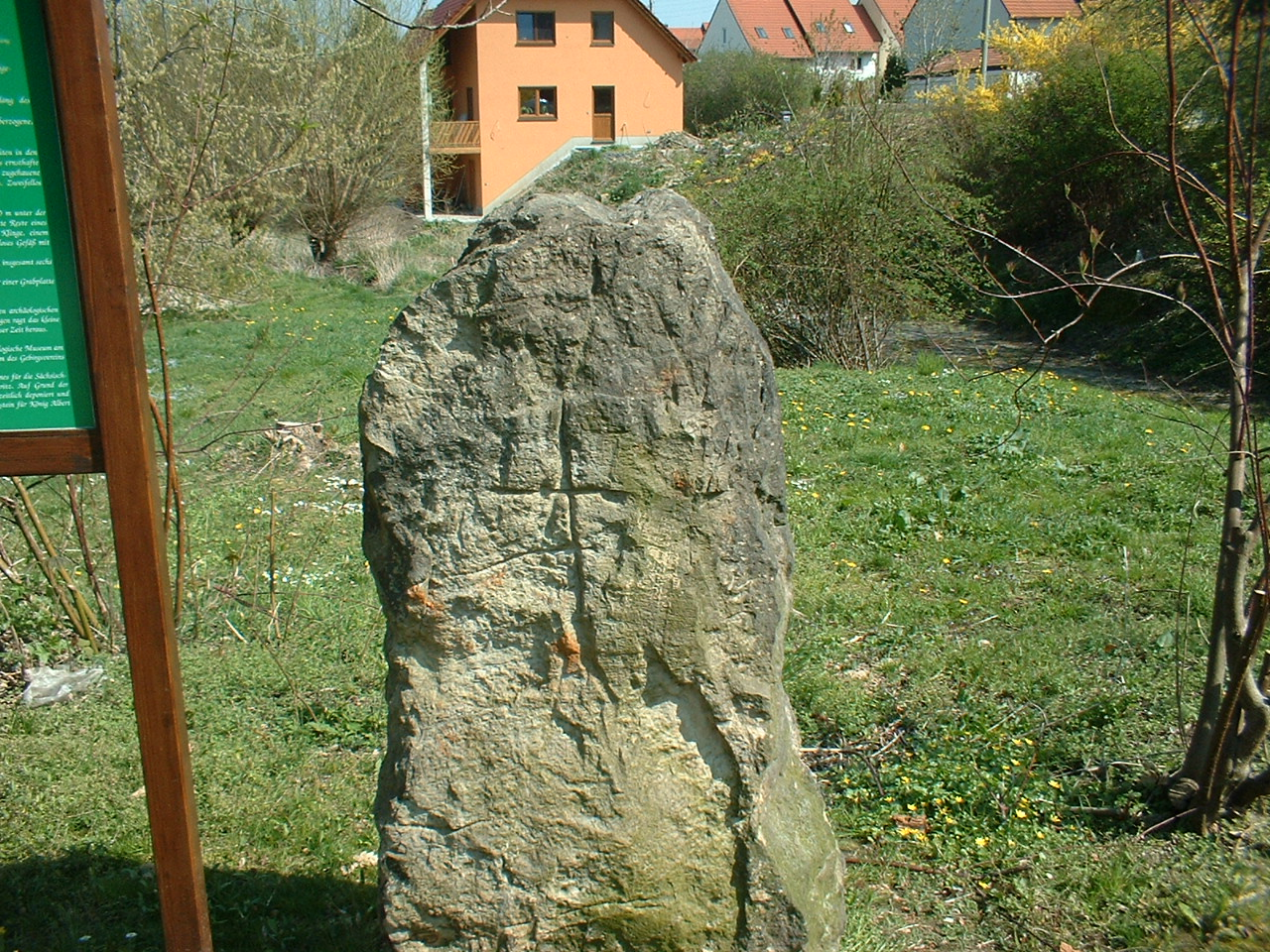
Frühmittelalterlicher Grabstein

## Geschichte
Gaustritz wird erstmals im Jahr 1378 als Gusterticz (Eidechsendorf) erwähnt. Damals hatte das Dorf die Form eines Rundweilers. Im 15. Jahrhundert hatte das Bistum Meißen Lehen und andere Rechte im Ort. Auf dem Dorfplatz steht ein frühmittelalterlicher christlicher Grabstein aus dem 11. Jahrhundert.
Bis zum Dreißigjährigen Krieg bestand am heutigen Mühlberg am Geberbach eine Mühle mit 2 Mahlgängen. Die Bauern des Ortes schlossen sich 1960 der LPG Freundschaft Golberode an.

## Sonstiges
- Ortsvorsteher ist Walter Kaiser.
- In Gaustritz sind fünf Bauwerke als Kulturdenkmale ausgewiesen.